# Gobierno de Chile
El Gobierno de Chile es el conjunto de órganos estatales de dicho país a los cuales corresponde el ejercicio de las funciones políticas, administrativas y ejecutivas, de conformidad a la Constitución y las leyes.
La expresión «gobierno» en la Constitución chilenaincluye, por una parte, todas las tareas que le competen al presidente de la República en la dirección política de Chile, como jefe máximo del Poder Ejecutivo y, por otra, las que le caben dentro de la administración estatal, al participar en esta, aunque sin ostentar su monopolio.
En la actualidad, el Gobierno de Chile está presidido por Gabriel Boric Font, quien tomó posesión del cargo, el 11 de marzo de 2022.

## Noción

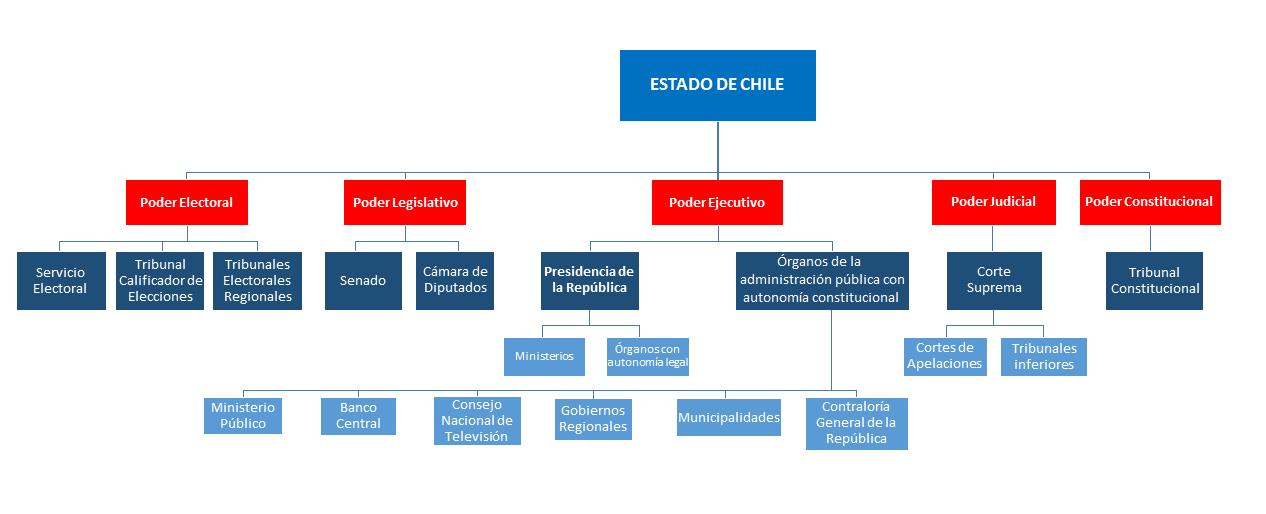
Estructura del Estado de Chile

La Constitución establece en su artículo 24 que "el gobierno y la administración del Estado corresponden al Presidente de la República, quien es el Jefe del Estado". La Constitución no define lo que se entiende por gobierno, pero en términos generales, le corresponde al presidente la conservación del orden público en el interior y la seguridad externa de la República, la determinación de la política nacional, la disposición de la hacienda pública, el ejercicio del mando de las fuerzas armadas, la disposición de la administración pública no descentralizada y el dirigir las relaciones exteriores del país.
"Determinar la política nacional", significa adoptar las definiciones programáticas y los objetivos que el gobierno se propone. Por ejemplo, fijar las prioridades del gasto público (lo cual implica asignar los fondos del erario nacional, aumentándolo o disminuyéndolo en áreas como vivienda, justicia, salud, educación, etc.); decidir la realización de reformas o el mantenimiento de lo existente; y tomar decisiones para concretar todo lo anterior.
No toda la administración pública es dirigida por el presidente o presidenta de la República. Existen numerosos organismos que gozan de una mayor o menor autonomía funcional a través de un ministro de Estado. Esto significa que el jefe de Estado tiene una serie de limitaciones para nombrar a sus directivos, y sobre todo, para destituirlos.
Están excluidos de la administración dirigida por el presidente: el Congreso Nacional, el Poder Judicial, el Tribunal Constitucional, el Tribunal Calificador de Elecciones y los Tribunales Electorales Regionales. Además, están excluidos una serie de organismos o servicios constitucionalmente autónomos: el Ministerio Público, la Contraloría General de la República, el Banco Central, las Municipalidades, y otros órganos que, por su especial configuración jurídica, no pueden concebirse como integrantes del gobierno, como el Consejo de Seguridad Nacional.  También se excluyen Televisión Nacional de Chile y el Servicio Electoral, cuyos directorios nombra el presidente en acuerdo con el Senado, y que el jefe de Estado no puede remover a su voluntad.
Al presidente se le confía constitucionalmente la administración, pero no en forma exclusiva y excluyente, pues existen órganos que no están subordinados directamente a él o ella, a los cuales también les corresponde administrar. Por ello, existe una administración pública que efectivamente le corresponde al presidente y a otros órganos dependientes de él; y una administración pública que compete a organismos autónomos.
Desde el punto de vista de la ciencia política y en sentido amplio, el gobierno es el conjunto de órganos que ejercen autoridad y participan en el ejercicio de la soberanía estatal y, en general, a toda acción directiva en orden al bien común. El concepto de «gobierno» que emplea la Constitución y la legislación complementaria, tiene un alcance restringido, pues esa es la forma como se le ha concebido históricamente en Chile, a diferencia de lo que ocurre, por ejemplo, en el mundo anglosajón.
En Chile, el gobierno supone una noción principalmente orgánica y también funcional.En efecto, el capítulo IV de la Constitución está estructurado de manera que evidencia claramente el criterio orgánico de configuración del gobierno, al destinar un párrafo al presidente de la República, uno a los ministros de Estado y otro a la administración del Estado; lo mismo ocurre en el artículo 1º de la Ley Orgánica Constitucional de bases generales de administración del estado.
En sentido funcional, al gobierno le corresponde el ejercicio de la función política, consistente en la dirección y conducción de la comunidad estatal al logro de fines esenciales, adoptando decisiones antes situaciones nuevas y únicas, no subsumibles en normas o precedentes; la función administrativa, satisfaciendo de manera regular y continua las necesidades colectivas, a través de los servicios públicos; y la función ejecutiva, esto es, el ejercicio de atribuciones vinculadas con la dictación de normas jurídicas, que ejecutan o complementan la Constitución o las leyes.
Cabe destacar que el gobierno de Chile incluye al presidente de la República, sin embargo, no se confunde con él o ella;con todo, el presidente tiene la superioridad en la esfera de gobierno.

## Componentes
El Gobierno de Chile está compuesto por todos los órganos estatales vinculados con el presidente de la República, de forma más o menos intensa, sea por centralización, desconcentración, descentralización u otra forma de relación administrativa, para el desempeño de sus funciones propias.
De ese modo, el gobierno está constituido por el presidente de la República, los ministros de Estado y sus subsecretarías, las delegaciones presidenciales regionales y provinciales, las secretarías regionales ministeriales y los demás servicios públicos creados para la administración pública.

### Presidente de la República

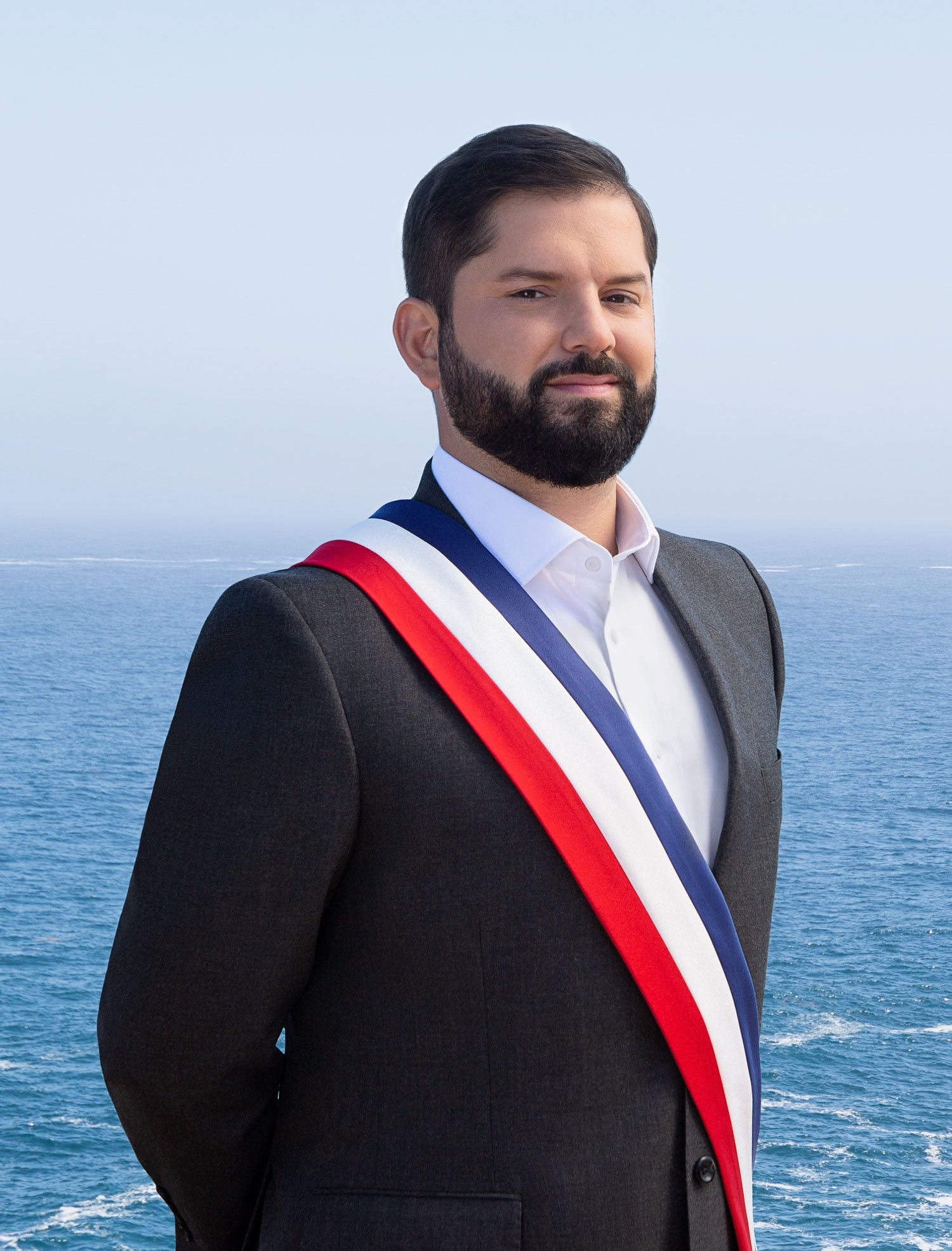
Retrato oficial de Gabriel Boric, presidente de la República de Chile desde 2022.

El presidente de la República, quien además de ser el jefe de Estado es precisamente el jefe de Gobierno. Su autoridad se extiende a todo cuanto tiene por objeto la conservación del orden público en el interior y la seguridad externa de la República, de acuerdo con la Constitución y las leyes. Además, el 1 de junio de cada año, el presidente de la República debe dar cuenta al país del estado administrativo y político de la nación ante el Congreso Pleno.

### Ministerios de Estado
Los ministros de Estado son los colaboradores directos e inmediatos del presidente de la República en el gobierno y administración del Estado.Los ministerios, como órganos superiores de colaboración del presidente de la República en las funciones de gobierno y administración de sus respectivos sectores, deben proponer y evaluar las políticas y planes correspondientes, estudiar y proponer las normas aplicables a los sectores a su cargo, velar por el cumplimiento de las normas dictadas, asignar recursos y fiscalizar las actividades del respectivo sector.Actualmente existen 25 ministerios:
- Ministerio de Agricultura
- Ministerio de Bienes Nacionales
- Ministerio de Ciencia, Tecnología, Conocimiento e Innovación
- Ministerio de Defensa Nacional
- Ministerio de Desarrollo Social y Familia
- Ministerio de Economía, Fomento y Turismo
- Ministerio de Educación
- Ministerio de Energía
- Ministerio de Hacienda
- Ministerio de Justicia y Derechos Humanos
- Ministerio de la Mujer y la Equidad de Género
- Ministerio de las Culturas, las Artes y el Patrimonio
- Ministerio del Medio Ambiente
- Ministerio de Minería
- Ministerio de Obras Públicas
- Ministerio de Relaciones Exteriores
- Ministerio de Salud
- Ministerio de Transportes y Telecomunicaciones
- Ministerio de Vivienda y Urbanismo
- Ministerio del Deporte
- Ministerio del Interior
- Ministerio de Seguridad Pública
- Ministerio del Trabajo y Previsión Social
- Ministerio Secretaría General de Gobierno
- Ministerio Secretaría General de la Presidencia

#### Subsecretarías
En cada ministerio existe una o más subsecretarías de Estado, cuyos jefes superiores son los subsecretarios. Estos tienen el carácter de colaboradores inmediatos de los ministros, y los subrogan en caso de vacancia o salida al extranjero del ministro titular. Les corresponde coordinar la acción de los órganos y servicios públicos del sector, actuar como ministros de fe, ejercer la administración interna del ministerio, y cumplir las demás funciones que les señale la ley.

#### Secretarías Regionales Ministeriales
Los ministerios se desconcentran territorialmente mediante Secretarías Regionales Ministeriales, las que están a cargo de un Secretario Regional Ministerial (SEREMI).Representan al ministerio respectivo en cada una de las regiones del país, y son designados por el presidente de la República a partir de una terna propuesta por el Delegado Presidencial Regional, oyendo al ministro respectivo. El Delegado Presidencial Regional puede proponer reservadamente al presidente de la República la remoción de los secretarios regionales ministeriales, informando al ministro del ramo.

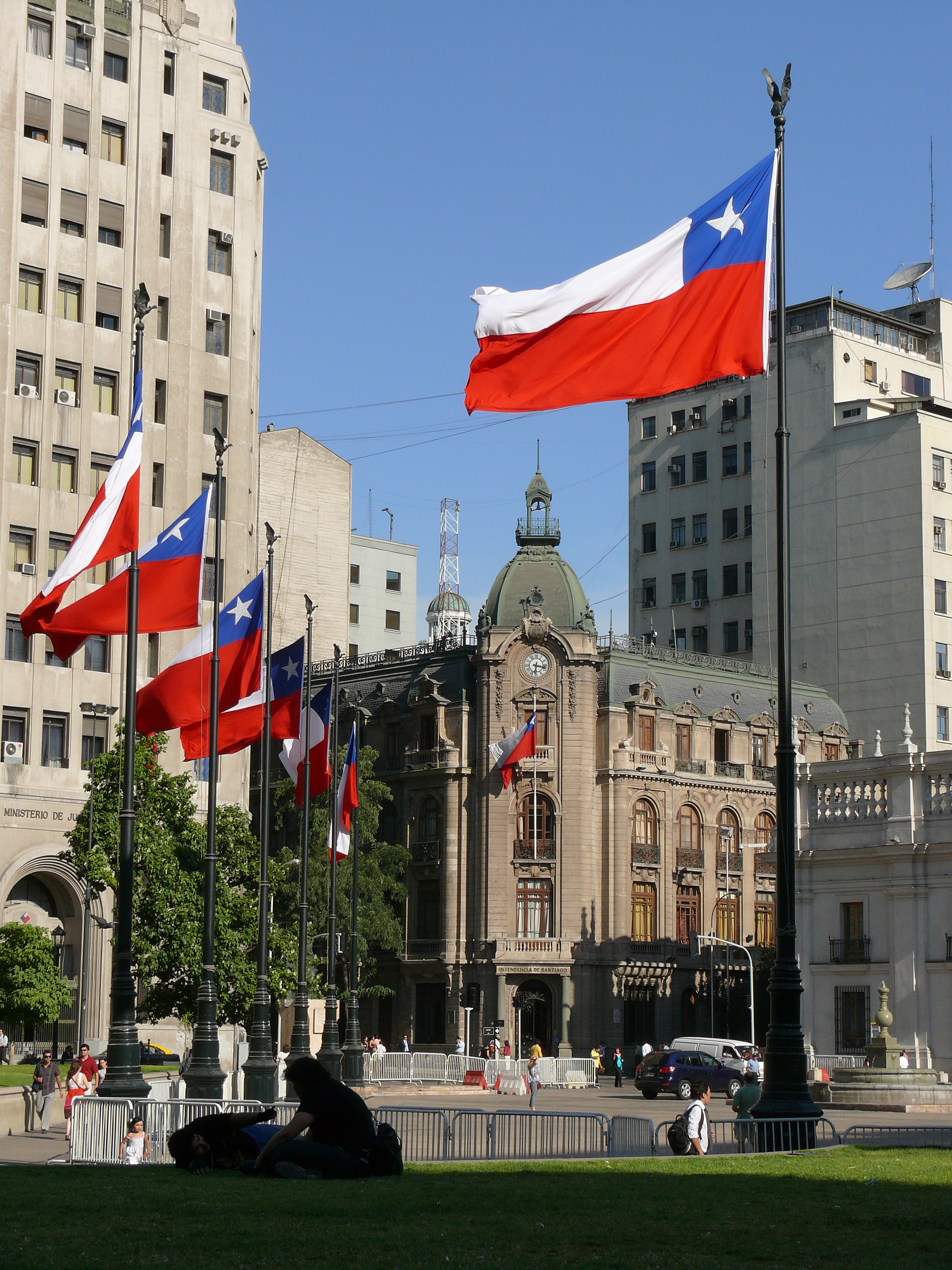
Gobierno Regional Metropolitano de Santiago.

### Gobiernos Regionales de Chile y Delegados Presidenciales Regionales
El gobierno interior de cada región residía hasta el 2021 en el intendente regional, quien era el representante natural e inmediato del Presidente de la República en el territorio de su jurisdicción. Ese rol hoy lo cumple el delegado presidencial regional, a cargo de facto del ejecutivo, pese a la existencia de los gobernadores regionales elegidos popularmente, generando una bicefalía en el Gobierno Regional. Al igual que el antiguo intendente, el Delegado Presidencial Regional es nombrado por el presidente de la República y se mantiene en sus funciones mientras cuente con su confianza.

### Delegaciones Provinciales
En cada provincia existía hasta 2021 una Gobernación Provincial, órgano territorialmente desconcentrado del intendente, y que estaba a cargo de un gobernador, quien era nombrado y removido libremente por el presidente de la República. Desde el 2021 ése rol lo cumple el Delegado Presidencial Provincial.
Corresponde al Delegado Presidencial Provincial el ejercer, de acuerdo con las instrucciones del Delegado Presidencial Regional, la supervigilancia de los servicios públicos creados por ley para el cumplimiento de la función administrativa, existentes en la provincia.

### Otros Servicios Públicos
Los servicios públicos son órganos administrativos encargados de satisfacer necesidades colectivas, de manera regular y continua. Están sometidos a la dependencia o supervigilancia del presidente de la República a través de los respectivos ministerios, cuyas políticas, planes y programas les corresponde aplicar respectivamente.

## Rol institucional
Conforme a la Constitución, el Estado está al servicio de la persona humana y su finalidad es promover el bien común, el gobierno debe contribuir a crear las condiciones sociales que permitan a todos y a cada uno de los integrantes de la comunidad chilena su mayor realización espiritual y material posible, con pleno respeto a los derechos y garantías que la Constitución establece. Junto con ello, debe resguardar la seguridad nacional, dar protección a la población y a la familia, propender al fortalecimiento de esta, promover la integración armónica de todos los sectores de la nación y asegurar el derecho de las personas a participar con igualdad de oportunidades en la vida nacional.
De la misma manera, la administración del Estado está al servicio de la persona humana, su finalidad es promover el bien común atendiendo las necesidades públicas en forma continua y permanente y fomentando el desarrollo del país a través del ejercicio de las atribuciones que le confiere la Constitución y la ley, y de la aprobación, ejecución y control de políticas, planes, programas y acciones de alcance nacional, regional y comunal.